# 사냐 부치치
사냐 부치치(세르비아어: Сања Вучић, 1993년 8월 8일 ~ )는 세르비아의 가수이다. 유로비전 송 콘테스트 2016의 세르비아 대표 밴드 ZAA의 리드 보컬로서 이름을 처음으로 알렸다. 2017년부터 걸 그룹 허리케인의 멤버로 활동하고 있으며, 유로비전 송 콘테스트 2021 대회에 허리케인의 멤버로서 한 번 더 참가하였다.

## 음반 목록
- What About (2014)